# Tanya Leise
Tanya L. Leise est une biomathématicienne et universitaire américaine. Elle est professeure au Amherst College et lauréate en 2008 du prix Halmos-Ford. Elle est spécialisée dans la modélisation mathématique des rythmes circadiens et des phénomènes associés tels que le décalage horaire et l'hibernation.

## Biographie
Tanya Leise obtient son diplôme (BSc) en 1993 à l'université Stanford. Elle poursuit ses études à l'université A&M du Texas, où elle obtient son master en 1995, puis soutient en 1998 sa thèse de doctorat, intitulée An Analog to the Dirichlet-to-Nuemann Map and Its Application to Dynamic Elastic Fracture, sous la direction de Jay R. Walton.
Elle est chargée de cours vacataire à l'université de l'Indiana, puis rejoint en 1999 l'institut de technologie Rose-Hulman (Indiana) comme maître de conférences (Assistant Professor). Elle est nommée au Amherst College, d'abord en tant que maître de conférences invitée en 2004, puis elle est titularisée en 2007. Elle est promue en tant que Full Professor en 2018, titulaire de la chaire de mathématiques et informatique Brian E. Boyle.
Elle s'intéresse particulièrement aux rythmes circadiens et aux phénomènes associés, tels que le décalage horaire et l'hibernation.

## Activités institutionnelles
Leise est coprésidente du Comité mixte sur les femmes dans les sciences mathématiques, parrainé par un groupe de sept sociétés mathématiques, de 2011 à 2014.

## Distinctions
Leise obtient en 2008 le prix Halmos-Ford décerné par la  Mathematical Association of America pour un article coécrit avec son mari, le psychologue Andrew Cohen, « Nonlinear oscillators at our fingertips ».